# 包尔奇区
包尔奇区（匈牙利語：Barcsi járás），是匈牙利绍莫吉州的一个区，总面积696.47平方公里，总人口23,793人（2011年），人口密度34人/平方公里。中心城市为包尔奇。

## 市镇
包尔奇区包含一个城镇和25个村庄。